# Missal
Missal este un oraș în Paraná (PR), Brazilia.